# Filmographie de Cecil B. DeMille
Cet article contient la filmographie du réalisateur américain Cecil B. DeMille, de 1914 à 1956.

## Filmographie

### Comme réalisateur

#### Longs-métrages
| Année | Titre français                        | Titre original                      | Genre                         | Détails                                                                     |
| ----- | ------------------------------------- | ----------------------------------- | ----------------------------- | --------------------------------------------------------------------------- |
| 1914  | Le Mari de l'Indienne                 | The Squaw Man                       | Western                       | Muet, Noir et blanc. Coréalisé avec Oscar Apfel                             |
| 1914  |                                       | Brewster's Millions                 | Comédie                       | Muet, Noir et blanc. Coréalisé avec Oscar Apfel                             |
| 1914  |                                       | The Master Mind                     | Drame                         | Muet, Noir et blanc. DeMille ne fut pas crédité.                            |
| 1914  |                                       | The Only Son                        | Drame                         | Muet, Noir et blanc.                                                        |
| 1914  |                                       | The Man on the Box                  | Comédie dramatique            | Muet, Noir et blanc. Coréalisation, non créditée.                           |
| 1914  | L'Appel du Nord                       | The Call of the North               | Aventures                     | Muet, Noir et blanc.                                                        |
| 1914  |                                       | The Virginian                       | Western                       | Muet, Noir et blanc.                                                        |
| 1914  |                                       | What's His Name                     | Comédie dramatique            | Muet, Noir et blanc.                                                        |
| 1914  |                                       | The Man from Home                   | Drame                         | Muet, Noir et blanc.                                                        |
| 1914  | La Rose du ranch                      | Rose of the Rancho                  | Western, Aventures            | Muet, Noir et blanc.                                                        |
| 1914  |                                       | The Ghost Breaker                   | Aventures, Horreur            | Muet, Noir et blanc. Coréalisé avec Oscar Apfel                             |
| 1915  | La Fille du Far West                  | The Girl of the Golden West         | Western                       | Muet, Noir et blanc.                                                        |
| 1915  |                                       | After Five                          | Comédie dramatique            | Muet, Noir et blanc.                                                        |
| 1915  |                                       | The Warrens of Virginia             | Guerre, Drame                 | Muet, Noir et blanc.                                                        |
| 1915  |                                       | The Unafraid                        | Comédie dramatique, Aventures | Muet, Noir et blanc.                                                        |
| 1915  |                                       | The Captive                         | Romance, Guerre               | Muet, Noir et blanc.                                                        |
| 1915  |                                       | The Arab                            | Aventures                     | Muet, Noir et blanc.                                                        |
| 1915  |                                       | Le Poing d'honneur (Chimmie Fadden) | Comédie                       | Muet, Noir et blanc.                                                        |
| 1915  |                                       | Kindling                            | Comédie dramatique            | Muet, Noir et blanc.                                                        |
| 1915  |                                       | Carmen                              | Drame                         | Muet, Noir et blanc.                                                        |
| 1915  | Chimmie Faden dans l'Ouest            | Chimmie Faden Out West              | Comédie                       | Muet, Noir et blanc.                                                        |
| 1915  | Forfaiture                            | The Cheat                           | Drame                         | Muet, Noir et blanc.                                                        |
| 1916  | La Piste du pin solitaire             | The Trail of the Lonesome Pine      | Drame                         | Muet, Noir et blanc.                                                        |
| 1916  | Le Cœur de Nora Flynn                 | The Heart of Nora Flynn             | Drame                         | Muet, Noir et blanc.                                                        |
| 1916  |                                       | Maria Rosa                          | Drame                         | Muet, Noir et blanc.                                                        |
| 1916  |                                       | The Dream Girl                      | Drame                         | Muet, Noir et blanc.                                                        |
| 1916  | Jeanne D'Arc                          | Joan the Woman                      | Film historique, Drame        | Muet, Noir et blanc.                                                        |
| 1917  |                                       | Lost and Won                        | Mélodrame                     | Muet, Noir et blanc.                                                        |
| 1917  | La Bête enchaînée                     | A Romance of the Redwoods           | Aventures                     | Muet, Noir et blanc. Avec Mary Pickford                                     |
| 1917  | La Petite Américaine                  | The Little American                 | Drame                         | Muet, Noir et blanc. Avec Mary Pickford                                     |
| 1917  | Les Conquérants                       | The Woman Got Forgot                | Film historique               | Muet, Noir et blanc.                                                        |
| 1917  |                                       | The Devil-Stone                     | Drame                         | Muet, Noir et blanc.                                                        |
| 1918  | Le Rachat suprême                     | The Whispering Chorus               | Drame                         | Muet, Noir et blanc.                                                        |
| 1918  | La Proie pour l'ombre                 | Old Wives for New                   | Drame                         | Muet, Noir et blanc.                                                        |
| 1918  | L'Illusion du bonheur                 | We Can't Have Everything            | Drame                         | Muet, Noir et blanc.                                                        |
| 1918  |                                       | Till I Come Back to You             | Drame                         | Muet, Noir et blanc.                                                        |
| 1918  | Le Mari de l'Indienne                 | The Squaw Man                       | Western                       | Muet, Noir et blanc. Deuxième version                                       |
| 1919  | Après la pluie, le beau temps         | Don't Change Your Husband           | Comédie                       | Muet, Noir et blanc. Avec Gloria Swanson                                    |
| 1919  | Pour le meilleur et pour le pire      | For Better, for Worse               | Drame                         | Muet, Noir et blanc. Avec Gloria Swanson                                    |
| 1919  | L'Admirable Crichton                  | Male and Female                     | Drame                         | Muet, Noir et blanc. Avec Gloria Swanson                                    |
| 1920  | L'Échange                             | Why Change Your Wife?               | Comédie                       | Muet, Noir et blanc. Avec Gloria Swanson                                    |
| 1920  | L'amour a-t-il un maître ?            | Something to Think About            | Mélodrame                     | Muet, Noir et blanc. Avec Gloria Swanson                                    |
| 1921  | Le Fruit défendu                      | Forbidden Fruit                     | Mélodrame                     | Muet, Noir et blanc.                                                        |
| 1921  | Le cœur nous trompe                   | The Affaires of Anatol              | Comédie dramatique            | Muet, Noir et blanc. Avec Gloria Swanson                                    |
| 1921  | Le Paradis d'un fou                   | Fool's Paradise                     | Romance                       | Muet, Noir et blanc.                                                        |
| 1922  | Le Détour                             | Saturday Night                      | Romance                       | Muet, Noir et blanc.                                                        |
| 1922  | Le Réquisitoire                       | Manslaughter                        | Drame                         | Muet, Noir et blanc.                                                        |
| 1923  | La Rançon d'un trône                  | Adam's Rib                          | Drame                         | Muet, Noir et blanc.                                                        |
| 1923  | Les Dix Commandements                 | The Ten Commandments                | Drame                         | Muet, Noir et blanc.                                                        |
| 1924  | Triomphe                              | Triumph                             | Drame                         | Muet, Noir et blanc.                                                        |
| 1924  | Le Tourbillon des âmes                | Feet of Clay                        | Drame                         | Muet, Noir et blanc.                                                        |
| 1925  | Le Lit d'or                           | The Golden Bed                      | Drame                         | Muet, Noir et blanc.                                                        |
| 1925  | L'Empreinte du passé                  | The Road to Yesterday               | Drame                         | Muet, Noir et blanc.                                                        |
| 1926  | Les Bateliers de la Volga             | The Volga Boatman                   | Drame                         | Muet, Noir et blanc.                                                        |
| 1927  | Le Roi des rois                       | The King of Kings                   | Film historique               | Muet, Noir et blanc.                                                        |
| 1927  | Le Brigadier Gérard                   | The Fighting Eagle                  | Film historique               | Muet, Noir et blanc.                                                        |
| 1928  | Nuit de folie                         | Walking Back                        | Drame                         | Muet, Noir et blanc.                                                        |
| 1929  | La Fille sans dieu                    | The Godless Girl                    | Drame                         | Muet (avec des séquences parlées), Noir et blanc.                           |
| 1929  |                                       | Dynamite                            | Drame                         | Noir et blanc.                                                              |
| 1930  | Madame Satan                          | Madam Satan                         | Romance                       | Noir et blanc.                                                              |
| 1931  | Le Mari de l'Indienne                 | The Squaw Man                       | Western                       | Noir et blanc. Troisième et dernière version                                |
| 1932  | Le Signe de la croix                  | The Sign of the Cross               | Peplum                        | Noir et blanc. Avec Claudette Colbert, Charles Laughton et Fredric March    |
| 1933  | La Loi de Lynch                       | This Day and Age                    | Drame                         | Noir et blanc.                                                              |
| 1934  |                                       | Four Frightened People              | Drame, Aventures              | Noir et blanc. Avec Claudette Colbert                                       |
| 1934  | Cléopâtre                             | Cleopatra                           | Drame                         | Noir et blanc.                                                              |
| 1935  | Les Croisades                         | The Crusades                        | Film historique               | Noir et blanc. Avec Loretta Young                                           |
| 1936  | Une aventure de Buffalo Bill          | The Plainsman                       | Western                       | Noir et blanc. Avec Gary Cooper et Jean Arthur                              |
| 1938  | Les Flibustiers                       | The Buccaneer                       | Aventures                     | Noir et blanc. Avec Fredric March                                           |
| 1939  | Pacific Express                       | Union Pacific                       | Western                       | Noir et blanc. Avec Barbara Stanwyck et Joel McCrea                         |
| 1940  | Les Tuniques écarlates                | Northwest Mounted Police            | Western, Aventures            | Technicolor. Premier film en couleurs, avec Gary Cooper et Paulette Goddard |
| 1942  | Les Naufrageurs des mers du Sud       | Reap the Wild Wind                  | Aventures                     | Technicolor. Avec John Wayne, Paulette Goddard et Ray Milland               |
| 1944  | L'Odyssée du docteur Wassell          | The Story of Dr. Wassell            | Drame, Guerre                 | Technicolor. Avec Gary Cooper                                               |
| 1947  | Les Conquérants d'un nouveau monde    | Unconquered                         | Film historique, Aventures    | Technicolor. Avec Gary Cooper et Paulette Goddard                           |
| 1949  | Samson et Dalila                      | Samson and Delilah                  | Peplum                        | Technicolor. Avec Victor Mature et Hedy Lamarr                              |
| 1952  | Sous le plus grand chapiteau du monde | The Greatest Show on Earth          | Comédie dramatique, Aventures | Technicolor. Avec Charlton Heston, James Stewart et Betty Hutton            |
| 1956  | Les Dix Commandements                 | The Ten Commandments                | Peplum                        | Technicolor. Seconde version, avec Charlton Heston et Yul Brynner           |

#### Courts-métrages
- 1917 : Nan of Music Mountain (en)
- 1948 : California's Golden Beginning (coréalisé avec Herbert Coleman)

### Comme producteur
- 1925 : La Barrière des races (Braveheart) de Alan Hale Sr.
- 1927 : White Gold de William K. Howard
- 1927 : Almost Human de Frank Urson
- 1928 : Le Clan des aigles (Stand and Deliver) de Donald Crisp
- 1928 : Let 'Er Go Gallegher d'Elmer Clifton

### Comme acteur

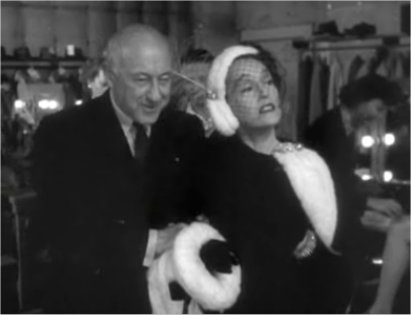
Cecil B. DeMille joua son propre rôle dans Boulevard du crépuscule en 1950, avec Gloria Swanson.

- 1914 : Le Mari de l'indienne (Faro Dealer - non crédité)
- 1930 : Madame Satan (Voix du journaliste à la radio - non crédité )
- 1937 : Le Dernier Train de Madrid (un figurant dans la foule - non crédité)
- 1940 : Les Tuniques écarlates (narrateur - non crédité)
- 1942 : Les Naufrageurs des mers du Sud (narrateur - non crédité)
- 1944 : L'Odyssée du docteur Wassell (narrateur - non crédité)
- 1947 : Hollywood en folie (Variety Girl) (Lui-même)
- 1947 : Les Conquérants d'un nouveau monde (narrateur - non crédité)
- 1949 : Samson et Dalila (narrateur - non crédité)
- 1950 : Boulevard du crépuscule (Lui-même)
- 1952 : Sous le plus grand chapiteau du monde (narrateur - non crédité)
- 1952 : Le Fils de visage pâle (un photographe - non crédité)
- 1956 : Les Dix Commandements (narrateur - non crédité)